# IC 1947
IC 1947 ist eine Balken-Spiralgalaxie vom Hubble-Typ SBc im Sternbild Horologium am Südsternhimmel. Sie ist schätzungsweise 509 Millionen Lichtjahre von der Milchstraße entfernt und hat einen Durchmesser von etwa 70.000 Lj.
Im selben Himmelsareal befinden sich die Galaxien NGC 1356, IC 1950, IC 1959, IC 1968.
Das Objekt wurde am 14. Oktober 1898 von DeLisle Stewart entdeckt.